# Lindenberg im Allgäu
Pour les articles homonymes, voir Lindenberg.
Lindenberg im Allgäu est une ville de Bavière (Allemagne), située dans l'arrondissement de Lindau, dans le district de Souabe.

## Jumelage
| Ville | Ville     | Pays | Pays       |
| ----- | --------- | ---- | ---------- |
|       | Saline    |      | États-Unis |
|       | Vallauris |      | France     |